# Proprioseiopsis beatus
Proprioseiopsis beatus är en spindeldjursart som först beskrevs av Mohammad Nazeer Chaudhri 1968.  Proprioseiopsis beatus ingår i släktet Proprioseiopsis och familjen Phytoseiidae. Inga underarter finns listade i Catalogue of Life.